# Venă cefalică accesorie
Vena cefalică accesorie este o venă variabilă care trece de-a lungul marginii radiale a antebrațului pentru a se uni cu vena cefalică în apropierea cotului. În unele cazuri, vena cefalică accesorie izvorăște din vena cefalică deasupra încheieturii mâinii și se alătură din nou mai sus. O ramură oblică mare leagă frecvent venele bazilică și cefalică pe partea din spate a antebrațului.